# Théodore Constant Leray
Pour les articles homonymes, voir Leray.
Théodore Constant Leray est un officier de marine et homme politique français né le 13 novembre 1795 à Brest (Finistère) et mort le 23 avril 1849 à Paris.

## Biographie
D'une famille de marins de Sainte-Marie-sur-Mer (Pornic), Théodore Constant Le Ray est le fils de Julien Lucas Le Ray, sieur de La Rochandière, contre-amiral, chef de la division navale des armées à Brest, et de Jeanne Barbe Le Ray. Sa sœur est l'épouse de l'amiral Amant Fournier.
Marié à Pauline de Roussy, surintendante de la maison de la Légion d'honneur à Saint-Denis, il est le beau-père du Dr Raoul Le Roy d'Etiolles.
Aspirant de marine en 1812, Théodore Constant Leray remplit des missions dans les Antilles puis en Méditerranée. Il est capitaine de vaisseau en 1834 et termine sa carrière comme contre-amiral et membre du conseil d'amirauté. 
Il est député de la Loire-Atlantique de 1836 à 1837 et de 1841 à 1846, siégeant dans la majorité soutenant la Monarchie de Juillet.

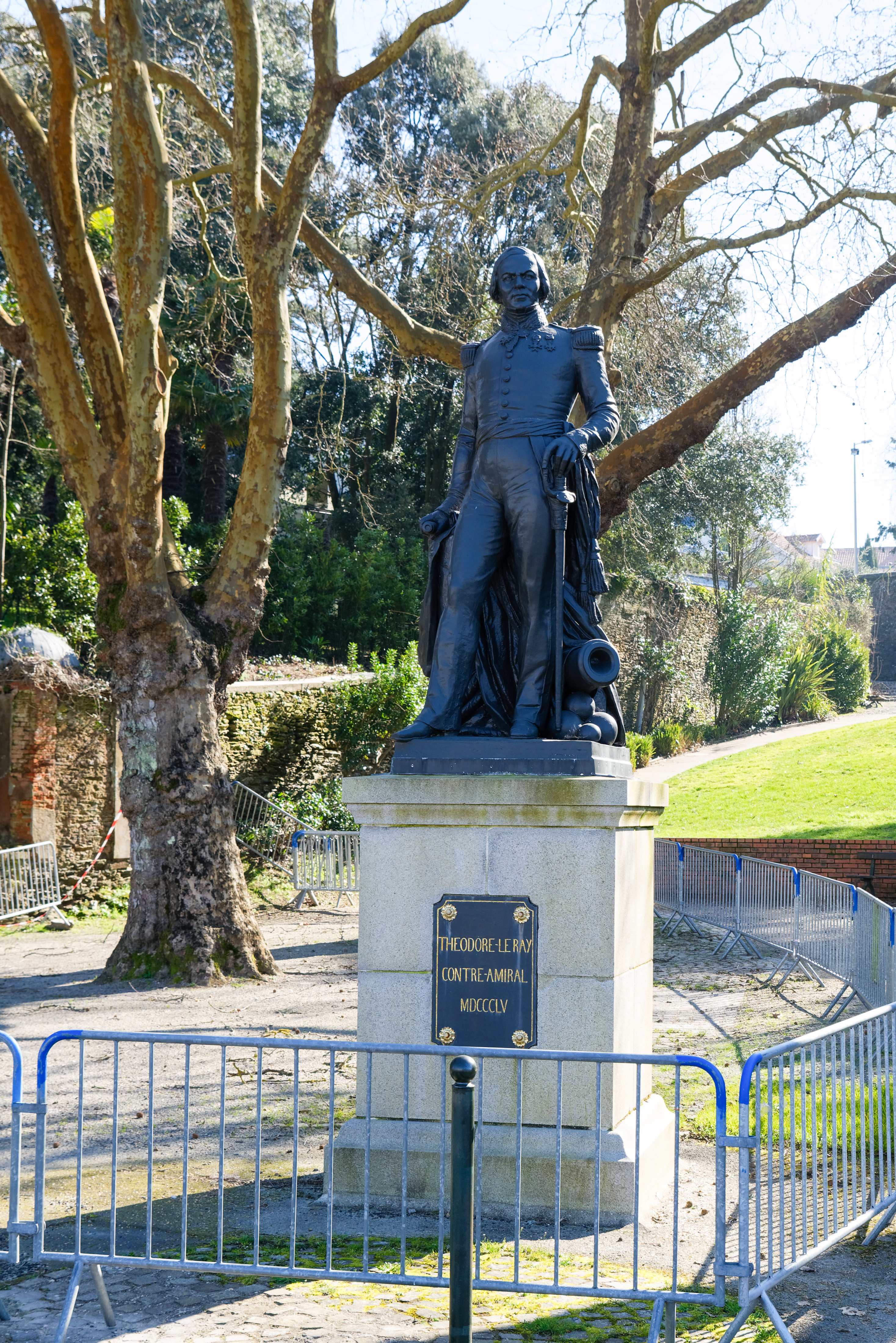
Amédée Ménard, Monument à l'amiral Théodore Leray (1855), Pornic, jardin de Gourmalon.